# Luzula leptophylla
Luzula leptophylla är en tågväxtart som beskrevs av Franz Georg Philipp Buchenau och Donald Petrie. Luzula leptophylla ingår i Frylesläktet som ingår i familjen tågväxter. Inga underarter finns listade i Catalogue of Life.